# Tord Holmgren
Tord Holmgren (* 9. November 1957) ist ein ehemaliger schwedischer Fußballspieler.

## Laufbahn
Holmgren wechselte 1977 gemeinsam mit seinem Bruder Tommy zum IFK Göteborg. Bis 1987 spielte er für den Verein und wurde viermal schwedischer Meister und holte dreimal den Svenska Cupen. Große Bekanntheit erlangte er mit seinem Treffer zum 1:0-Endstand in der 87. Spielminute im UEFA-Pokal-Finalhinspiel 1982 gegen den Hamburger SV. Durch einen 3:0-Erfolg im Rückspiel konnte erstmals ein schwedischer Verein einen Europapokal gewinnen. 1987 konnte gegen Dundee United erneut der Titel gewonnen werden. Nach 245 Erstligaspielen und 26 Toren beendete er 1987 seine Laufbahn.
Holmgren spielte außerdem 26-mal in der schwedischen Nationalmannschaft.

## Erfolge
- UEFA-Pokal-Sieger: 1982, 1987
- Schwedischer Meister: 1982, 1983, 1984, 1987
- Schwedischer Pokalsieger: 1979, 1982, 1983

| Personendaten    | Personendaten               |
| ---------------- | --------------------------- |
| NAME             | Holmgren, Tord              |
| KURZBESCHREIBUNG | schwedischer Fußballspieler |
| GEBURTSDATUM     | 9. November 1957            |